# Lilly Ledbetter

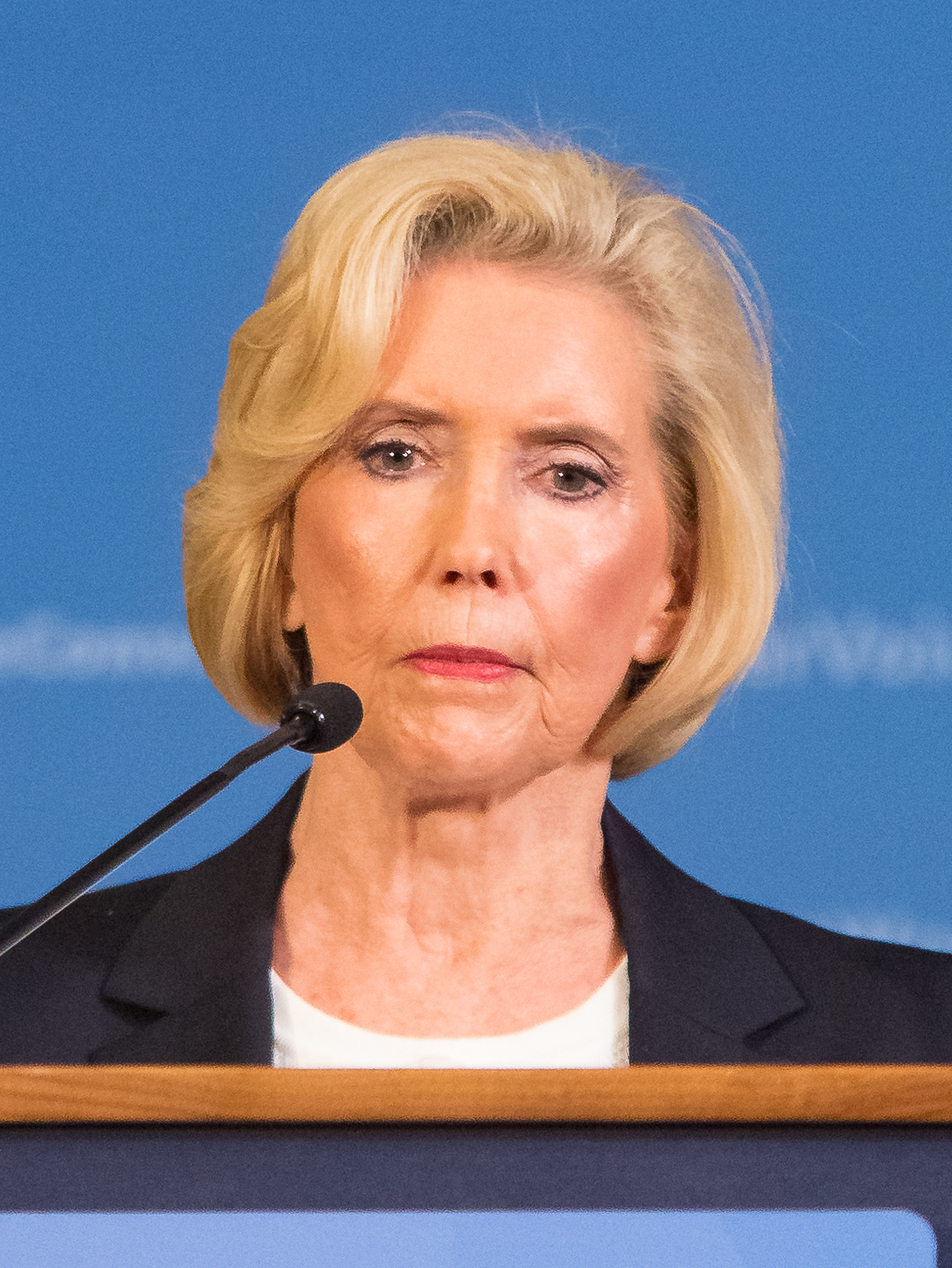
Lilly Ledbetter (2016)

Lilly Ledbetter (* 14. April 1938 als Lilly McDaniel in Jacksonville, Alabama; † 12. Oktober 2024 in Alabama) war eine US-amerikanische Angestellte des Reifenkonzerns Goodyear, die als Aktivistin für die gleiche Bezahlung von Männern und Frauen für gleiche Leistungen („equal pay“, s. Gender-Pay-Gap) bekannt wurde. Ihre zunächst erfolglose Klage gegen ihren Arbeitgeber wegen Lohndiskriminierung beflügelte eine politische Kampagne, die in der Verabschiedung des Lilly Ledbetter Fair Pay Act of 2009 mündete.

## Leben
Lilly McDaniel wurde 1938 in Jacksonville im US-Bundesstaat Alabama als Tochter eines Mechanikers und einer Hausfrau geboren und schloss 1956 die High School in ihrer Geburtsstadt ab. Anschließend heiratete sie Charles Ledbetter († 2008) und wurde Mutter zweier Kinder. Parallel arbeitete sie als Sachbearbeiterin für Finanzhilfen an der Jacksonville State University. 1979 nahm sie eine Anstellung als Nachtschicht- und Bereichsleiterin bei Goodyear an. Damals war sie einige der wenigen Frauen in einer solchen Stellung. Kurze Zeit später wurde sie während ihrer Arbeitszeit Opfer eines sexuellen Übergriffs, der konzernintern nur bedingt verfolgt wurde. Nach 19 Jahren wurde ihr 1998 eine anonyme Notiz zugespielt, die behauptete, dass ihr wesentlich weniger im Monat weniger gezahlt werde als ihren männlichen Kollegen in vergleichbaren Positionen. Es stellte sich heraus, dass ihre männlichen Kollegen monatlich mit 4.286 US-Dollar und 5.236 US-Dollar vergütet worden waren, während Ledbetter für die gleiche Arbeit nur 3.727 US-Dollar im Monat erhielt. Im Laufe ihrer Anstellung war sie somit um über 200.000 US-Dollar benachteiligt worden, zuzüglich etwaiger Renten- und Social-Security-Bezüge. Zum Zeitpunkt ihrer Anstellung war das Lohnniveau identisch, doch im Laufe der Jahre waren ihr offenbar weniger Lohnerhöhungen zugesprochen worden.
1999 verklagte sie daher Goodyear vor einem Bundesgericht wegen Diskriminierung auf Basis des Geschlechts auf Berufung auf Title VII des Civil Rights Act of 1964. Parallel stellte sie einen offiziellen Beschwerdeantrag an die Equal Employment Opportunity Commission. Sie argumentierte, dass ihr geringer Lohn nur dadurch zustande gekommen sei, weil ihre Vorgesetzten sie ausschließlich aufgrund ihres Geschlechtes schlechter eingeschätzt und ihr somit keine Lohnerhöhungen zugesprochen hätten. Nichtsdestotrotz war sie 1996 von Goodyear für ihr Leistungsniveau ausgezeichnet worden. Erst durch die anonyme Notitz habe sie von ihrer Diskriminierung erfahren, zumal es normalerweise Goodyear-Angestellten unter Androhung einer Kündigung verboten sei, über ihr Gehalt zu sprechen. In erster Instanz wurde ihrer Klage stattgegeben und ihr von einer Jury zunächst 3,8 Millionen US-Dollar an Schadensersatzzahlungen zugesprochen, die der Richter des Falls anschließend auf 360.000 US-Dollar limitierte. Goodyear ging daraufhin vor dem zuständigen United States Court of Appeals erfolgreich in Berufung. In letzter Instanz urteilte 2007 der Supreme Court im Gerichtsfall Ledbetter v. Goodyear Tire & Rubber Co. mit einer 5:4-Entscheidung zugunsten von Goodyear. Die von dem konservativen Richter Samuel Alito verfasste Mehrheitsmeinung besagte, dass Ledbetters Forderungen zu spät gekommen seien; in einer engen Interpretation der vorliegenden Gesetzestexte urteilten die fünf Richter, dass Ledbetter innerhalb von 180 Tagen nach Erhalt ihrer ersten Gehaltszahlung Einspruch gegen die Diskriminierung erheben hätte müssen, nun sei ihr Anspruch jedoch erloschen. Die Mindermeinung, verfasst durch die progressive Richterin Ruth Bader Ginsburg, hielt diese Frist für unrealistisch und betonte, dass Ledbetter erst nach 19 Jahren überhaupt von der Diskriminierung erfahren habe und die individuelle Höhe des Gehalts normalerweise ein Geheimnis sei.

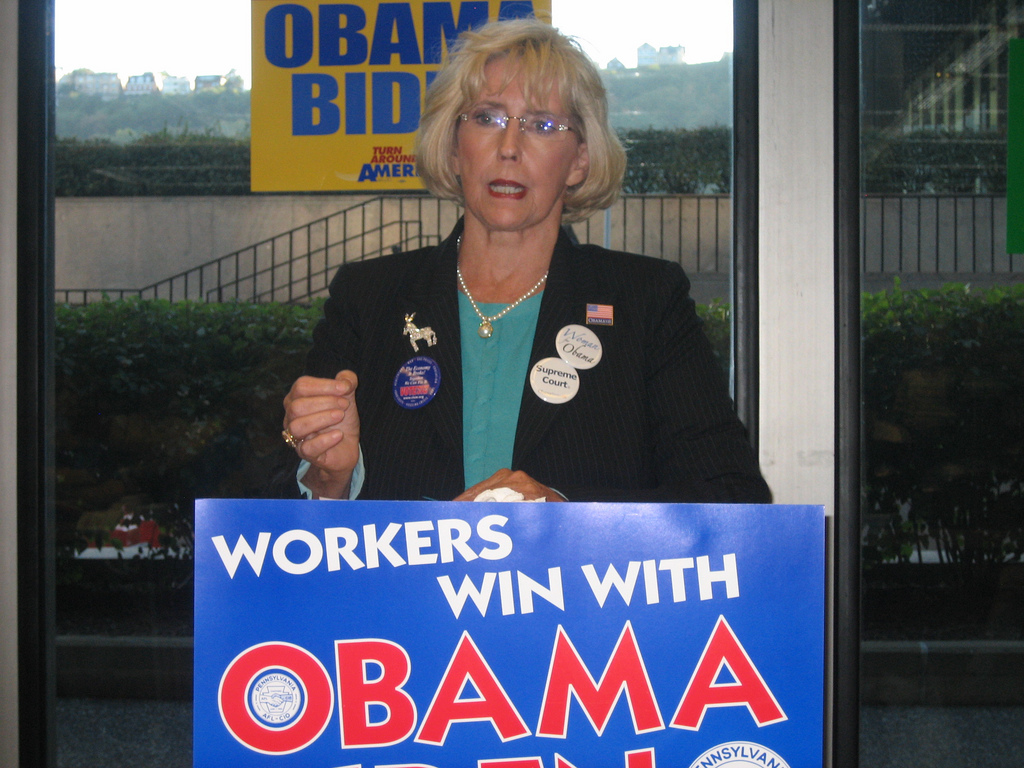
Ledbetter im Wahlkampf 2008

Trotz der juristischen Niederlage setzte Ledbetter ihre Kampagne fort und suchte nun verstärkt nach politischer Aufmerksamkeit, die sie alsbald in den Reihen der Demokratischen Partei fand. Verstärkt wurde diese Kampagne dadurch, dass Richterin Ginsburg bei der Verlesung ihrer Mindermeinung offen den Kongress der Vereinigten Staaten aufgerufen hatte, die der Mehrheitsmeinung zugrunde liegende Gesetzeslücke zu schließen. Noch am Tag des Urteils gab die damalige US-Senatorin Hillary Clinton bekannt, ein solches Bundesgesetz auf den Weg bringen zu wollen. Da sich Clinton parallel um die Präsidentschaftskandidatur der Demokraten bemühte, rückte Ledbetters Kampagne immer mehr in die Öffentlichkeit. Trotz Clintons Niederlage in den Vorwahlen gegen Barack Obama machten die Demokraten ihr Anliegen zu einem Thema im Wahlkampf für die Präsidentschaftswahl 2008. Unter anderem wurde Ledbetter eingeladen, eine Rede auf der Democratic National Convention 2008 zu geben. Auch im weiteren Wahlkampf unterstützte sie Obama mit diversen Auftritten.
Nach Obamas Wahlsieg verabschiedete der Kongress der Vereinigten Staaten Anfang 2009 den sogenannten Lilly Ledbetter Fair Pay Act of 2009, der im Wesentlichen sämtliche Begrenzungen für Forderungen nach gleicher Bezahlung eliminiert. Die 180-Tages-Frist bezog sich fortan nicht mehr nur auf die allererste Gehaltszahlung, sondern begann mit jeder neuen Gehaltszahlung von vorne. Der Gesetzestext wurde von Barack Obama kurz nach dessen Amtseinführung im Beisein von Ledbetter unterzeichnet; es handelte sich um das erste Gesetz, das von Obama in Kraft gesetzt worden war. Zu diesem Zeitpunkt war die damals 70-jährige Ledbetter bereits in den Ruhestand eingetreten. Ihr letztlich erfolgreicher Aktivismus für die gleiche Bezahlung von Frauen und Männern hatte Ledbetter national bekannt gemacht; die New York Times bezeichnete sie später als „nationale Ikone“. Da der Gesetzestext aber nicht rückwirkend galt, profitierte Ledbetter selbst finanziell nie von dem Erfolg ihres Aktivismus. Auch nach der Verabschiedung des nach ihr benannten Gesetztes setzte sie ihren Aktivismus fort und bediente verstärkt auch andere feministische Themen. Unter anderem arbeitete sie eng mit dem National Women’s Law Center zusammen und trat auch auf der Democratic National Convention 2012 als Rednerin auf.
Im Jahr 2011 wurde Ledbetter in die National Women’s Hall of Fame aufgenommen. 2012 veröffentlichte Ledbetter unter dem Titel Grace and Grit eine Autobiografie. 2024 wurde ihr Leben unter dem Titel Lilly mit Patricia Clarkson in der Hauptrolle verfilmt. Kurz nach der Premiere des Films im Oktober 2024 starb Ledbetter im Alter von 86 Jahren in Alabama an Ateminsuffizienz. Unter anderem Ex-Präsident Obama und der Gewerkschaftsdachverband AFL-CIO würdigten anschließend ihr Lebenswerk.

## Werke
- mit Lanier Scott Isom: Grace and Grit: My Fight for Equal Pay and Fairness at Goodyear and Beyond. Crown Archetype, New York 2012.